# شارلتو کوپلی
شارلتو کوپلی (به انگلیسی: Sharlto Copley) (زاده ۲۷ نوامبر ۱۹۷۳) بازیگر اهل آفریقای جنوبی است.

## گزیده فیلم‌شناسی
- منطقه ۹ (۲۰۰۹)
- تیم آ (۲۰۱۰)
- اولدبوی (۲۰۱۳)
- گزارش اروپا (۲۰۱۳)
- ایلیسیم (۲۰۱۳)
- قبر باز (۲۰۱۳)
- مالیفیسنت (۲۰۱۴)
- چپی (۲۰۱۵)
- هنری هاردکور (۲۰۱۶)
- گرینگو (۲۰۱۸)
- پسر جهان را می‌کشد (۲۰۲۳)